# Тотожність Вальда
У теорій ймовірностей, рівняння Вальда, тотожність Вальда або лема Вальда — це важлива тотожність, яка спрощує обчислення математичного сподівання суми випадкової кількості випадкових величин. У своїй найпростішій формі воно пов'язує очікування суми випадкової кількості скінченних середніх, незалежних і ідентично розподілених випадкових змінних, з очікуваною кількістю доданків у сумі і спільним математичним сподіванням випадкових змінних за умови, що кількість доданків незалежна від доданків.

## Базова версія
Нехай (Xn)n∈ℕ буде послідовністю дійсно значимих, незалежних і ідентично розподілених випадкових змінних і нехай N буде невід'ємною цілочисельною змінною, яка незалежна від послідовності (Xn)n∈ℕ. Припустимо, що N і Xn мають скінченні математичні сподівання. Тоді
{\displaystyle \operatorname {E} [X_{1}+\dots +X_{N}]=\operatorname {E} [N]\operatorname {E} [X_{1}]\,.}

### Приклад
Киньте шестигранну гральну кість. Візьміть число на кості (назвімо його N) і стільки разів киньте шестигранну кість, щоб отримати числа X1, . . . , XN, додайте їхні значення. Згідно з рівнянням Вальда, середнє вислідне значення становитиме
{\displaystyle \operatorname {E} [N]\operatorname {E} [X]={\frac {1+2+3+4+5+6}{6}}\cdot {\frac {1+2+3+4+5+6}{6}}={\frac {441}{36}}=12.25\,.}